# Escape From Rungistan
Escape From Rungistan is een computerspel dat werd ontwikkeld en uitgegeven door Sirius Software. In 1982 kwam het spel uit voor het platform Apple II. Het spel is een avonturenspel. De spelsituatie wordt met een paar simpele lijnen getekend en is voorzien van tekst. Het spel bevat ook enkele minigames, zoals het naar beneden skiën van een heuvel en het ontwijken van bomen hierbij. 

## Platforms
| jaar | platform |
| ---- | -------- |
| 1982 | Apple II |
| 1986 | PC-88    |